# 오스트레일리아 크리올
오스트레일리아 크리올(Austrailian Creole English,Kriol)은 오스트레일리아 북부지방에서 유럽계 이주자와 중국인, 토착민(애버리진) 집단 사이에 일어난 언어접촉의 결과로 생겨난 크리올이다. 현재 약 3만 명이 이 언어를 쓰고 있다. 영어의 영향을 많이 받았지만, 통사구조와 문법체계가 다르기 때문에 영어의 하부언어가 아닌 독자적인 언어이다. 2007년에는 크리올 모어화자가 이끄는 성경번역작업이 끝났다.

## 참고 문헌
- Harris, John (1993) Losing and gaining a language : the story of Kriol in the Northern Territory. In Walsh, M & Yallop, C (Eds) Language and culture in Aboriginal Australia; Aboriginal Studies Press, Canberra.